# Freeman Clarke

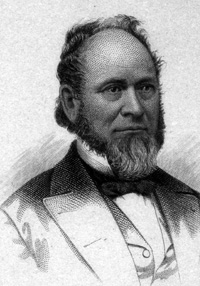
Freeman Clarke

Freeman Clarke (* 22. März 1809 in Troy, New York; † 24. Juni 1887 in Rochester, New York) war ein US-amerikanischer Politiker. Zwischen 1863 und 1865 sowie zwischen 1871 und 1875 vertrat er den Bundesstaat New York im US-Repräsentantenhaus.

## Werdegang
Freeman Clarke wurde ungefähr drei Jahre vor dem Ausbruch des Britisch-Amerikanischen Krieges im Rensselaer County geboren. Er besuchte Gemeinschaftsschulen. Mit 15 Jahren begann er zu arbeiten. Seine erste Stellung trat er als Kassierer in der Bank of Orleans in Albion an. 1845 zog er nach Rochester. Im Folgejahr brach der Mexikanisch-Amerikanische Krieg aus. Clarke wurde Direktor und Präsident von zahlreichen Banken, Eisenbahnen, Telegraph- und Treuhandgesellschaften in Rochester und New York City. Politisch gehörte er zu jener Zeit der Whig Party an. 1852 nahm er als Delegierter an der Whig National Convention in Baltimore teil. Nach der Gründung der Republikanischen Partei trat er dieser Partei bei. Er war 1854 Vizepräsident der ersten Republican State Convention von New York.
Bei den Kongresswahlen des Jahres 1862 für den 38. Kongress wurde Clarke im 28. Wahlbezirk von New York in das US-Repräsentantenhaus in Washington, D.C. gewählt, wo er am 4. März 1863 die Nachfolge von Robert B. Van Valkenburgh antrat. Da er auf eine erneute Kandidatur 1864 verzichtete, schied er nach dem 3. März 1865 aus dem Kongress aus. Seine Kongresszeit war vom Bürgerkrieg überschattet.
Er wurde 1865 zum Comptroller of the Currency ernannt – ein Posten, den er vom 9. März 1865 bis zum 6. Februar 1867 innehatte. 1867 nahm er als Delegierter an der Verfassunggebenden Versammlung von New York teil.
Bei den Kongresswahlen des Jahres 1870 kandidierte er für den 42. Kongress. Nach einer erfolgreichen Wahl trat er am 4. März 1871 die Nachfolge von Charles H. Holmes an. 1872 wurde er im 29. Wahlbezirk von New York in den 43. Kongress gewählt, wo er am 4. März 1873 die Nachfolge von Seth Wakeman antrat. Er schied dann nach dem 3. März 1875 aus dem Kongress aus.
Nach seiner Kongresszeit ging er wieder seinen früheren Geschäftsaktivitäten nach. Er verstarb am 24. Juni 1887 in Rochester. Sein Leichnam wurde dann auf dem Mount Hope Cemetery beigesetzt.